# BBC Persian
BBC Persian (persan : تلویزیون فارسی بی‌بی‌سی) est une chaîne d'information en continu britannique en persan destinée principalement aux Iraniens mais aussi aux Afghans et Tadjiks. Propriété de la BBC, elle a été lancée le 14 janvier 2009 et diffuse depuis les locaux de la chaîne à White City, près de Londres. Elle est gérée par BBC Worldwide.

## Fonds
La chaîne dispose d'un budget annuel de 15 millions de £, offert par le FCO (Foreign and Commonwealth Office) et par BBC Worldwide Ltd, filière mondiale de la BBC, ce pourquoi elle est régulièrement accusée de propagande par les médias iraniens.

## Controverse
En juin 2009, les émissions diffusées par le satellite Hot Bird appartenant à la BBC Persian ainsi que celles de la BBC Arabic Television, et d'autres services de la BBC ainsi que d'autres diffuseurs ont subi des interférences en raison d'un signal de brouillage en provenance d'Iran,,.  En réponse, BBC Persian a commencé à transmettre sur d'autres satellites et a augmenté ses heures de diffusion afin de lutter contre le brouillage.
La chaîne a été accusée par la télévision d'État iranienne d'encourager des rassemblements « illégaux » à l'encontre du régime islamique ainsi que de manipuler le peuple iranien contre ce dernier, ce que la BBC dément.
Le brouillage a ainsi repris le 20 décembre 2009, peu après que la BBC Persian a commencé à couvrir de manière plus étendue les manifestations résultant de la mort du grand ayatollah réformiste Hossein Ali Montazeri,. Et le 28 décembre 2009, la BBC Persian a cessé sa transmission depuis le satellite Hot Bird 6 , cependant, les transmissions ont continué depuis les satellites Telstar 12, Eutelsat W2M et Atlantic Bird 4A.
BBC Persian est revenu sur une fréquence différente depuis le satellite Hot Bird 6  le 26 mai 2010, après une période de transmissions d'essai. Et après un nouveau brouillage en février 2011 sur le satellite Hotbird, BBC Persian a montré pendant quelques mois qu'une carte de test accompagnée de l'audio de sa diffusion. Depuis février 2012, BBC Persian a repris sa diffusion sur le satellite Hotbird.
En raison de l'interdiction faite aux journalistes étrangers d'entrer en Iran, le service d'information s'appuie alors sur une quantité importante de contenu généré par les utilisateurs, souvent pris avec des téléphones portables.
En 2017, les autorités iraniennes ont saisi les avoirs iraniens de 152 soutiens de BBC Persian, tandis qu'en 2016, elles ont arrêté Nazanin Zaghari-Ratcliffe, une Anglo-Iranienne, ancienne journaliste de BBC World Service,.
Le gouvernement iranien a « ciblé » plusieurs employés de BBC Persian et leurs familles par des menaces, des intimidations et des arrestations. En 2018, la BBC a demandé au Conseil des droits de l'homme des Nations Unies de faire « mettre fin au harcèlement du personnel de son service persan à Londres et de leurs familles en Iran »,.
En juin 2021, la BBC a déposé une plainte auprès de l'ONU concernant le harcèlement continu de son personnel de sa filiale persane, effectué par la République islamique au moyen de menaces d'enlèvement.

### Articles connexes